# 保罗·伍尔福德
保罗·伍尔福德（英語：Paul Woolford，1977年6月1日—），新西兰男子曲棍球运动员。他曾代表新西兰国家队参加2002年和2006年英联邦运动会曲棍球比赛，获得一枚银牌。